# Електроситар
Електроситар, електричний ситар — струнний музичний інструмент.
В шістдесяті роки Джордж Гаррісон та The Beatles використовували у своїх піснях індійські музичні інструменти, зокрема ситару. Популярність цього східного інструменту стала поступово зростати, і в 1967 році компанія Danelectro вперше випустила електричний ситар. Його розробка тривала близько року, а до створення долучився музикант Вінсент Белл. Фактично, електроситар був схожим на шестиструнну електричну гітару із корпусом незвичної форми, з додатковими 13 струнами на корпусі без ладів, а також спеціальним струнотримачем, який робив звучання більш гудливим.
Окрім Вінсента Белла, який першим став використовувати електричний ситар в студії, до нього долучились і інші виконавці. Стів Міллер з Steve Miller Band грав на ньому пісню «Wild Mountain Honey», а Джордж Гаррісон, Карлос Сантана та Джон Маклафлін також захоплювались індійською філософією. Серед інших відомих хітів, записаних за допомогою електричного ситару — «Monterey» Еріка Бердона та The Animals, «Signed, Sealed, Delivered» та «I Was Made to Love Here» Стіві Вандера, «Hooked on a Feeling» Бі Джей Томаса, «It's A Shame» The Spinners та «Cry Like a Baby» The Box Tops. Електричний ситар також можна почути в піснях рок-гуртів The Clash, Guns N' Roses, Metallica, Oasis, Pearl Jam, Van Halen та багатьох інших.
Слідом за Danelectro, які стали випускати електричні ситари під брендом Coral, виробництвом цього екзотичного інструменту пізніше займались компанії Jerry Jones Guitars та Italia Guitars. Окрім цього, у 2000 році німець Гюнтер Ейб створив десятиструнний ситар зі струнотримачем власного виробництва. 